# GLAAD Media Awards 1992
La 3ª edizione dei GLAAD Media Awards si è tenuta nel 1992.

## Riconoscimenti Speciali
- Vito Russo Film Award: Jennie Livingston
- Visibility Award: Lillian Faderman e Paul Monette
- Outstanding Service to Gay & Lesbian Film: The Gay & Lesbian Media Coalition

## Premi

### Miglior film
- Paura d’amare
- Pomodori verdi fritti alla fermata del treno

### Miglior documentario
- Paris Is Burning

### Miglior serie commedia
- Pappa e ciccia

### Miglior episodio serie TV commedia
- Roc

### Miglior episodio serie TV drammatica
- Avvocati a Los Angeles